# Episodi di The Walking Dead (settima stagione)
La settima stagione della serie televisiva The Walking Dead, composta da sedici episodi, è stata trasmessa in prima visione negli Stati Uniti d'America dall'emittente AMC dal 23 ottobre 2016 al 2 aprile 2017.
In Italia, la stagione è andata in onda in prima visione satellitare su Fox, canale a pagamento della piattaforma Sky, dal 24 ottobre 2016 al 3 aprile 2017, proposta il giorno seguente la messa in onda originale. Il primo episodio è stato trasmesso in lingua originale sottotitolato in italiano il 24 ottobre 2016, in simulcast con AMC.
| nº | Titolo originale                       | Titolo italiano                          | Prima TV USA     | Prima TV Italia  |
| -- | -------------------------------------- | ---------------------------------------- | ---------------- | ---------------- |
| 1  | The Day Will Come When You Won't Be    | Io ti ucciderò                           | 23 ottobre 2016  | 24 ottobre 2016  |
| 2  | The Well                               | Il Regno                                 | 30 ottobre 2016  | 31 ottobre 2016  |
| 3  | The Cell                               | La cella                                 | 6 novembre 2016  | 7 novembre 2016  |
| 4  | Service                                | Al tuo servizio                          | 13 novembre 2016 | 14 novembre 2016 |
| 5  | Go Getters                             | Codardi                                  | 20 novembre 2016 | 21 novembre 2016 |
| 6  | Swear                                  | Giura                                    | 27 novembre 2016 | 28 novembre 2016 |
| 7  | Sing Me a Song                         | Tu sei il mio sole                       | 4 dicembre 2016  | 5 dicembre 2016  |
| 8  | Hearts Still Beating                   | I cuori battono ancora                   | 11 dicembre 2016 | 12 dicembre 2016 |
| 9  | Rock in the Road                       | Ci vuole coraggio                        | 12 febbraio 2017 | 13 febbraio 2017 |
| 10 | New Best Friends                       | Uniti                                    | 19 febbraio 2017 | 20 febbraio 2017 |
| 11 | Hostiles and Calamities                | Fidati, non fidarti                      | 26 febbraio 2017 | 27 febbraio 2017 |
| 12 | Say Yes                                | È giunto il momento                      | 5 marzo 2017     | 6 marzo 2017     |
| 13 | Bury Me Here                           | Seppellitemi qui                         | 12 marzo 2017    | 13 marzo 2017    |
| 14 | The Other Side                         | Dall'altro lato                          | 19 marzo 2017    | 20 marzo 2017    |
| 15 | Something They Need                    | Accetta l'offerta                        | 26 marzo 2017    | 27 marzo 2017    |
| 16 | The First Day of the Rest of Your Life | Il primo giorno del resto della tua vita | 2 aprile 2017    | 3 aprile 2017    |

## Io ti ucciderò
- Titolo originale: The Day Will Come When You Won't Be
- Diretto da: Greg Nicotero
- Scritto da: Scott M. Gimple

### Trama
Negan uccide brutalmente Abraham con la sua mazza e Daryl scatta in piedi colpendolo con un pugno prima di essere bloccato a terra. Negan, non potendo perdonare un tale affronto, uccide a colpi di mazza anche Glenn mentre il gruppo assiste inorridito e impotente. Rick, dopo quanto accaduto, minaccia Negan promettendogli che un giorno lo ucciderà e questi, per sottometterlo al suo potere, gli ordina di mozzare il braccio a suo figlio, altrimenti ucciderà tutti. Disperato, Rick sta per eseguire l'ordine, ma Negan lo ferma, facendogli capire che sono quelle le sensazioni che vuole vedere: terrore e sottomissione nei suoi confronti. Negan si allontana con il suo gruppo e Daryl, che terrà come ostaggio, affermando che torneranno dopo una settimana per il primo tributo. I superstiti, distrutti dal dolore, recuperano i corpi di Abraham e Glenn e si allontanano.
- Guest star: Katelyn Nacon (Enid), Steven Ogg (Simon).
- Altri interpreti: Kevin Patrick Murphy (Ostaggio dei salvatori).
- Ascolti USA: telespettatori 17.029.000 – rating 18-49 anni 8,4%[3]

## Il Regno
- Titolo originale: The Well
- Diretto da: Greg Nicotero
- Scritto da: Matthew Negrete

### Trama
Morgan e i due uomini appena conosciuti portano Carol al Regno, la comunità in cui vivono. Il capo, re Ezekiel, è un uomo pittoresco dai modi pomposi ed è accompagnato da una tigre. Quando Carol lo conosce pensa che sia un buffone e confida a Morgan di volere andarsene appena possibile. Quest'ultimo intanto comincia ad aiutare la comunità e su richiesta di Ezekiel insegna l'aikido e l'uso del bastone a Benjamin, un giovane orfano del Regno. In seguito Ezekiel porta Morgan con sé ad un incontro in cui offre il suo tributo in cibo ai salvatori di Negan, confidandogli che tiene all'oscuro il resto della popolazione per farli credere al sicuro. La sera Carol si appresta ad andarsene, ma viene sorpresa da Ezekiel che gli rivela di avere capito che quella della debole donna è una maschera dietro la quale si cela la vera Carol. Anche lui getta la maschera raccontandole di essere stato un ex guardiano dello zoo, ma di comportarsi come appare allo scopo di far sentire sicuri gli abitanti. Ezekiel si dimostra un uomo saggio e una brava persona, cercando di convincerla a rimanere. Carol decide allora di stabilirsi in una casa poco lontano dal Regno.
- Guest star: Khary Payton (Re Ezekiel), Logan Miller (Benjamin), Karl Makinen (Richard).
- Altri interpreti: Daniel Newman (Daniel), Cooper Andrews (Jerry), Kerry Cahill (Dianne), Joshua Mikel (Jared), Jayson Werner Smith (Gavin), Jason Burkey (Kevin), Macsen Lintz (Henry), Carlos Navarro (Alvaro).
- Ascolti USA: telespettatori 12.455.000 – rating 18-49 anni 6,10%[4]

## La cella
- Titolo originale: The Cell
- Diretto da: Alrick Riley
- Scritto da: Angela Kang

### Trama
Daryl è rinchiuso in una cella buia presso il Santuario, la base dei Salvatori, con Dwight come carceriere che lo tortura psicologicamente. Mentre Dwight è fuori per rintracciare un fuggiasco, Daryl riesce ad evadere dalla sua cella. Nonostante Sherry, (ex)moglie di Dwight, gli suggerisca di desistere, tenta di rubare una moto, ma viene sorpreso; minacciato da Negan, poiché non si arrende al suo potere, un gruppo di salvatori lo malmena e lo riporta in cella. Dwight intanto trova il fuggiasco che però lo implora di ucciderlo piuttosto che tornare a servire i Salvatori; Dwight riesce a convincerlo solo minacciando le persone a lui care, ma decide poi di ucciderlo mosso da pietà. Negan offre a Daryl nuovamente la possibilità di diventare un Salvatore portando l'esempio di Dwight che, fuggito con la moglie e la sorella quando si era imbattuto in Daryl, aveva poi deciso di tornare e sottomettersi, trovandosi però costretto a far sposare sua moglie a Negan. Daryl rifiuta la proposta ed è nuovamente imprigionato, confidando a Dwight che sa che lui non potrà mai essere un uomo fedele a Negan, dal momento che si preoccupa di qualcun altro di più importante.
- Guest star: Christine Evangelista (Sherry).
- Altri interpreti: Michael Scialabba (Gordon), Joshua Hoover (Joey il grasso), Tim Parati (Dr. Emmett Carson), Lindsley Register (Laura), Noah Benjamin (uomo dai capelli rossi), Elizabeth Ludlow (Arat).
- Non accreditati: Ricky Russert (Chris).
- Ascolti USA: telespettatori 11.721.000 – rating 18-49 anni 5,7%[5]

## Al tuo servizio
- Titolo originale: Service
- Diretto da: David Boyd
- Scritto da: Corey Reed

### Trama
Negan arriva in anticipo sugli accordi ad Alexandria e ordina ai suoi uomini di prendere tutto ciò che vogliono dalle case. Dwight sequestra le armi a Rosita e a Spencer e ordina loro di portargli la moto di Daryl, sbeffeggiando Rosita. Quando Negan chiede di Maggie, Rick e padre Gabriel fanno credere che sia morta. Prese tutte le armi, i Salvatori si accorgono che mancano due pistole e ordinano di trovarle, pena l'uccisione di Olivia, la custode di armi e cibo. Rick fa appello a tutti gli abitanti, ma nessuno dei presenti sembra averle nascoste. Alla fine, Rick trova le pistole in casa di Spencer e le consegna a Negan che se ne va dopo avere sbeffeggiato Rick ancora una volta. Il giorno dopo Michonne trova sul ciglio di una strada i materassi presi dai salvatori, bruciati. Rosita intanto recupera una pistola che aveva nascosto e chiede segretamente a Eugene di farle un proiettile da un bossolo.
- Guest star: Katelyn Nacon (Enid), Ann Mahoney (Olivia), Jason Douglas (Tobin), Kenric Green (Scott).
- Altri interpreti: Jordan Woods-Robinson (Eric), Ted Huckabee (Bruce), Dahila Legault (Francine), Mandi Christine Kerr (Barbara), David Marshall Silverman (Kent), Vanessa Cloke (Anna), Martinez (David), Elizabeth Ludlow (Arat), Mike Seal (Gary), Robert Walker-Branchaud (Neil).
- Nota: l'episodio ha una durata di 60 minuti, 18 minuti in più rispetto a un episodio regolare.
- Ascolti USA: telespettatori 11.402.000 – rating 18-49 anni 5,4%[6]

## Codardi
- Titolo originale: Go Getters
- Diretto da: Darnell Martin
- Scritto da: Channing Powell

### Trama
Maggie si sveglia a Hilltop e il dottor Carson le consiglia di rimanere lì qualche giorno per evitare complicazioni della gravidanza. Gregory però vuole che Maggie e Sasha abbandonino Hilltop per timore di ritorsioni da parte dei Salvatori. Intanto ad Alexandria Rick e Aaron partono per cercare rifornimenti, mentre Carl accompagna Enid che esce di nascosto per raggiungere Maggie. A Hilltop durante la notte i Salvatori aprono il cancello e attirano i vaganti in città con una musica assordante; grazie all'intervento di Sasha, Jesus e Maggie la situazione viene ristabilita, ma Gregory nega nuovamente il permesso di rimanere. Il giorno dopo i Salvatori arrivano a prendere il loro tributo e Gregory cerca di tradire Maggie e Sasha mostrando ai Salvatori l'armadio dove aveva detto di nasconderle, ma vi trova solo alcolici che è costretto a consegnare. Jesus aveva fatto nascondere le donne nell'appartamento di Gregory, proprio dove costui ha parlato in privato con il capo dei Salvatori. Usciti i salvatori, le donne e Jesus impongono a Gregory di accettare la loro presenza. Nel frattempo Enid arriva a Hilltop trovando i Salvatori e capisce che Carl l'ha accompagnata solo per cercare Negan, ma decide di non opporsi e lo lascia andare. Mentre Enid si riunisce a Maggie e Sasha, Jesus su richiesta di quest'ultima si intrufola nell'ultimo dei furgoni in partenza per scoprire dove si trova Negan. Appena salito ci trova anche Carl.
- Guest star: Katelyn Nacon (Enid), Steven Ogg (Simon).
- Altri interpreti: R. Keith Harris (Dr. Harlan Carson), James Chen (Kal), Peter Zimmerman (Eduardo).
- Ascolti USA: telespettatori 10.996.000 – rating 18-49 anni 5,2%[7]

## Giura
- Titolo originale: Swear
- Diretto da: Michael E. Satrazemis
- Scritto da: David Leslie Johnson

### Trama
Heath e Tara perlustrano un campo abbandonato su un ponte, ma un gruppo di vaganti li sorprende e Tara cade nel fiume. Trascinata dalla corrente si risveglia su una spiaggia e segue di nascosto una ragazza che le ha lasciato cibo e acqua. Giunta al suo accampamento, però, viene catturata. Natania, la leader della comunità composta di sole donne, spiega che sono sfuggite a un altro gruppo dopo che tutti gli uomini sopra i 10 anni sono stati uccisi; perciò non possono permettersi di lasciarla andare con il rischio che riveli la loro posizione. Tara racconta di far parte di una comunità e che hanno già ucciso un gruppo di malintenzionati a una stazione radio e propone di unire le forze. Natania finge di accettare e la fa accompagnare da Kathy e Beatrice per verificare la veridicità di quanto dice, ma una volta sulla strada le due cercano di uccidere Tara. Prima di sparare, Beatrice le spiega che sono stati i Salvatori a uccidere i loro uomini e che quelli alla stazione radio erano solo alcuni, non tutti. Cyndie, la ragazza che già aveva aiutato Tara, la salva nuovamente, si fa giurare che non rivelerà la loro esistenza e l'accompagna al ponte, aiutandola ad oltrepassarlo. Tara torna ad Alexandria dove scopre quanto è accaduto negli ultimi giorni. Rosita le chiede se avesse trovato altre persone, armi o munizioni, ma lei nega mantenendo la parola data a Cyndie.
- Guest star: Corey Hawkins (Heath), Deborah May (Natania), Sydney Park (Cyndie).
- Altri interpreti: Briana Venskus (Beatrice), Nicole Barre (Kathy), Mimi Kirkland (Rachel Ward), Jacqueline Fleming (lavandaia 1), Lane Carlock (lavandaia 2).
- Ascolti USA: telespettatori 10.403.000 – rating 18-49 anni 4,9%[8]

## Tu sei il mio sole
- Titolo originale: Sing Me a Song
- Diretto da: Rosemary Rodriguez
- Scritto da: Angela Kang e Corey Reed

### Trama
Carl e Jesus a bordo del furgone dei salvatori arrivano in prossimità del Santuario, ma quando Jesus salta giù per non farsi trovare, Carl rimane a bordo. Quando iniziano a scaricare il camion, Carl prende un fucile d'assalto e uccide due Salvatori nel tentativo di colpire Negan. Quando lo ha sottotiro, non gli spara e si fa prendere. Negan, invece di ucciderlo, gli fa fare un giro della base vantandosi della sottomissione dei suoi uomini e delle sue numerose mogli, poi gli mostra come punisce chi sbaglia bruciando ad uno di essi il viso con un vecchio ferro da stiro rovente (la sorte di Dwight al suo rientro alla base). Intanto Rosita porta Eugene alla fabbrica facendosi costruire un proiettile per uccidere Negan, mentre Spencer, dopo avere confessato a padre Gabriel di odiare Rick e non volerlo al comando, recupera un arco e delle provviste grazie alla sua conoscenza del latino. Nel frattempo Rick e Aaron raggiungono il rifugio con armi e provviste di qualcuno ormai morto, ma difeso da un lago infestato di vaganti. Michonne intanto tende un'imboscata, blocca un'auto con a bordo una Salvatrice e la costringe a portarla da Negan. Daryl, rinchiuso nella sua cella, riceve sotto la porta un biglietto che lo incita a scappare con una chiave. Negan intanto decide di riportare Carl ad Alexandria, con Jesus ancora nascosto sopra il furgone, e quando vi arriva scopre l'esistenza di Judith e afferma di volere restare ad aspettare Rick. Rosita, Eugene e Spencer si ritrovano ai cancelli di Alexandria e capiscono che Negan si trova lì.
- Guest star: Christine Evangelista (Sherry), Ann Mahoney (Olivia).
- Altri interpreti: Joshua Hoover (Joey il grasso), Tim Parati (Dr. Emmett Carson), Mike Seal (Gary), Brian F. Durkin (George), Ricky Russert (Chris), Aerli Austen (Isabelle), David Marshall Silverman (Kent), Autumn Dial (Amber), Elyse Nicole DuFour (Frankie), Chloe Aktas (Tanya), Griffin Freeman (Mark).
- Nota: L'episodio ha una durata di 64 minuti, 22 minuti in più rispetto a un episodio regolare.
- Ascolti USA: telespettatori 10.481.000 – rating 18-49 anni 4,9%[9]

## I cuori battono ancora
- Titolo originale: Hearts Still Beating
- Diretto da: Michael E. Satrazemis
- Scritto da: Matthew Negrete e Channing Powell

### Trama
Rick e Aaron recuperano le provviste dalla casa galleggiante osservati da una figura misteriosa. Richard, un cittadino del Regno, chiede a Carol e Morgan di convincere re Ezekiel a ribellarsi ai Salvatori prima che questi vengano meno ai patti, ma entrambi rifiutano. Daryl intanto evade uccidendo un Salvatore e recuperando la pistola di Rick; viene raggiunto da Jesus e fuggono insieme. L'ostaggio di Michonne la porta in vista del Santuario, consigliandole di tornare indietro e chiedendole di bruciare l'auto per sicurezza. Ad Alexandria, intanto, Spencer dopo avere consegnato le sue scorte cerca di ingraziarsi Negan e convincerlo ad uccidere Rick per nominarlo capo di Alexandria; tuttavia il capo dei Salvatori lo sviscera disgustato dal suo comportamento. Rosita, che assiste alla scena insieme a molti abitanti, spara a Negan colpendo però la sua mazza Lucille. Furioso, questi fa sfregiare Rosita e uccidere Olivia come bersaglio casuale. Rick arriva in quel momento protestando per quanto accaduto, ma Negan gli illustra la sua indulgenza spiegandogli che ha risparmiato Carl e Rosita che hanno tentato di ucciderlo e tolto di mezzo Spencer che voleva la morte di Rick. I Salvatori se ne vanno portandosi via Eugene, colpevole di avere prodotto il proiettile di Rosita. Michonne torna raccontando a Rick quanto ha visto e spronandolo a combattere insieme. Il giorno dopo Rick, Michonne, Carl, Tara e Rosita vanno a Hilltop ricongiungendosi a Maggie, Sasha, Enid, Jesus e Daryl che restituisce a Rick la sua pistola. Tutti insieme concordano sul combattere e ribellarsi. La notte, la figura che spiava Rick e Aaron osserva padre Gabriel di guardia ad Alexandria.
- Guest star: Katelyn Nacon (Enid), Karl Makinen (Richard), Ann Mahoney (Olivia), Jason Douglas (Tobin), Kenric Green (Scott).
- Altri interpreti: Jordan Woods-Robinson (Eric), Joshua Hoover (Joey il grasso), Elizabeth Ludlow (Arat), Mike Seal (Gary), Martinez (David), Lindsley Register (Laura), Peter Zimmerman (Eduardo), Aerli Austen (Isabelle).
- Nota: L'episodio ha una durata di 60 minuti, 18 minuti in più rispetto a un episodio regolare.
- Ascolti USA: telespettatori 10.583.000 – rating 18-49 anni 5,1%[10]

## Ci vuole coraggio
- Titolo originale: Rock in the Road
- Diretto da: Greg Nicotero
- Scritto da: Angela Kang

### Trama
Padre Gabriel riempie un'auto di provviste e si allontana nella notte. A Hilltop Gregory si dimostra assolutamente contrario a mettersi contro i Salvatori, ma il resto degli abitanti si offre spontaneamente di combattere, riconoscente del fatto che sono vivi grazie a Maggie e agli altri. In cerca di altri alleati, Jesus presenta Rick a re Ezekiel, per cercare di convincere il Regno a unirsi alla lotta contro i Salvatori. Morgan intanto rassicura gli altri che Carol sta bene e viene a conoscenza delle recenti morti. Re Ezekiel decide di non combattere, ma offre rifugio a Daryl, ricercato dai Salvatori, sicuro del fatto che non mettono piede nel Regno. Sulla strada Rick e gli altri s'imbattono in una grande trappola esplosiva piazzata dai Salvatori per tenere a bada una mandria e la disinnescano facendo razzia di esplosivi. Mentre Sasha e Jesus tornano da Maggie a Hilltop, Rick e gli altri tornano ad Alexandria dopo avere intercettato una comunicazione dei Salvatori che sono diretti lì per cercare Daryl. I Salvatori arrivano subito dopo il gruppo di Rick e rastrellano la città senza trovare Daryl, quindi se ne vanno. Durante la perlustrazione si scopre che la dispensa è stata svuotata e tutti gli indizi fanno supporre che sia stato Gabriel, ma Rick e altri non credono a un suo tradimento così meschino. Nella Bibbia del prete Rick trova un messaggio che induce lui e Aaron a pensare che le abbia portate nella casa galleggiante in cui avevano preso le ultime provviste. Rick, Aaron, Michonne, Tara e Rosita arrivano nella zona, ma vengono circondati da un folto gruppo di persone armate. La situazione sembra molto grave, ma Rick accenna un sorriso...
- Guest star: Katelyn Nacon (Enid), Khary Payton (Re Ezekiel), Steven Ogg (Simon), Karl Makinen (Richard), Jason Douglas (Tobin), Logan Miller (Benjamin).
- Altri interpreti: Jordan Woods-Robinson (Eric), Cooper Andrews (Jerry), Carlos Navarro (Alvaro), Peter Zimmerman (Eduardo), Karen Ceesay (Bertie), Macsen Lintz (Henry), Ilan Srulovicz (Wesley), Brett Gentile (Freddie), Jeremy Palko (Andy).
- Ascolti USA: telespettatori 11.996.000 – rating 18-49 anni 5,7%[11]

## Uniti
- Titolo originale: New Best Friends
- Diretto da: Jeffrey F. January
- Scritto da: Channing Powell

### Trama
Il Regno effettua un'altra consegna ai Salvatori e Richard ha l'ennesimo scontro con uno di loro che lo ha preso di mira. Morgan si mette in mezzo per difenderlo, ma finisce per essere privato del suo bastone. Tornati al Regno, Richard chiede a Daryl di aiutarlo in un attacco ai Salvatori, ma il piano prevede la morte di Carol per fare cambiare idea a Ezekiel. Appena lo scopre, Daryl aggredisce Richard per impedirgli di compierlo. Nel frattempo, Rick e il suo gruppo sono catturati da un gruppo di sopravvissuti che vive in una discarica, gli Scavarifiuti, che hanno catturato anche Gabriel. Rick propone un'alleanza a Jadis, la loro leader, ma ella esige qualcosa subito e mette alla prova Rick, costringendolo a lottare contro un vagante con il corpo irto di lame. Rick riesce ad ucciderlo e stringe un accordo con Jadis: in cambio dell'alleanza dovranno dare loro metà delle provviste attuali di Alexandria, un terzo di quelle dei Salvatori, e fornire armi per combattere contro di essi. Gabriel spiega a Rick di essere stato catturato mentre era di guardia e costretto a portare via le provviste; lo ringrazia per avere avuto fiducia in lui e per essere venuto a cercarlo. Daryl rintraccia Carol, ma non le racconta quanto è successo realmente e si limita a dirle che hanno trovato un accordo con i Salvatori e che stanno tutti bene. Tornato al Regno, Daryl chiede a Morgan di convincere Ezekiel a combattere, ma egli rifiuta. Il giorno successivo, Daryl decide di tornare a Hilltop.
- Guest star: Khary Payton (Re Ezekiel), Karl Makinen (Richard), Logan Miller (Benjamin), Pollyanna McIntosh (Jadis), Thomas Francis Murphy (Brion).
- Altri interpreti: Cooper Andrews (Jerry), Daniel Newman (Daniel), Carlos Navarro (Alvaro), Kerry Cahill (Dianne), Jayson Werner Smith (Gavin), Joshua Mikel (Jared), Sabrina Gennarino (Tamiel).
- Ascolti USA: telespettatori 11.075.000 – rating 18-49 anni 5,3%[12]

## Fidati, non fidarti
- Titolo originale: Hostiles and Calamities
- Diretto da: Kari Skogland
- Scritto da: David Leslie Johnson

### Trama
Eugene viene condotto al Santuario e gli viene affidata una stanza. Laura, uno dei Salvatori, gli spiega come funziona il Santuario e lo porta da Negan che gli chiede come può rendersi utile sottoponendogli un problema da risolvere. Eugene lo risolve brillantemente e Negan lo ricompensa mandando le sue mogli ad intrattenerlo. Dwight intanto viene punito con percosse e una notte in cella per la fuga di Daryl e perché anche Sherry è fuggita. Il giorno dopo Dwight rinnova la sua fedeltà a Negan e viene mandato a cercare Sherry. Due delle mogli di Negan intanto rivelano a Eugene che una delle altre vuole suicidarsi, perciò gli chiedono se con le sue conoscenze può produrre un veleno mortale e indolore. Dwight torna alla sua vecchia casa e trova una lettera di Sherry in cui confessa di essere l'artefice della fuga di Daryl e di essere scappata perché non sopportava più quella vita. Dwight torna indietro raccontando di averla uccisa e incastra come colpevole per la fuga di Daryl il dottor Carson. Quest'ultimo viene costretto da Negan a confessare la colpa non commessa e viene ucciso. La sera, quando le due mogli di Negan tornano per chiedere il veleno, Eugene risponde loro che ha capito che in realtà il veleno è per uccidere Negan, perciò si rifiuta di consegnarlo. Poco dopo, Eugene riceve la visita di Negan che gli offre la possibilità di diventare un Salvatore e lui accetta.
- Altri interpreti: Lindsley Register (Laura), Mike Seal (Gary), Martinez (David), Tim Parati (Dr. Emmett Carson), Autumn Dial (Amber), Chloe Aktas (Tanya), Elyse Nicole DuFour (Frankie), Gina Stewart (Gina), Tyshon Freeman (lavoratore).
- Non accreditati: Christine Evangelista (Sherry).
- Ascolti USA: telespettatori 10.423.000 – rating 18-49 anni 4,9%[13]

## È giunto il momento
- Titolo originale: Say Yes
- Diretto da: Greg Nicotero
- Scritto da: Matthew Negrete

### Trama
Rick e Michonne sono in perlustrazione da alcuni giorni alla ricerca di armi e s'imbattono in un luna park infestato da vaganti ex soldati ancora armati e con numerose provviste. Rosita, non potendo soffrire l'attesa, esce anch'essa alla ricerca di armi, ma torna a mani vuote. Il giorno successivo Rick e Michonne ripuliscono con qualche difficoltà il luna park recuperando tutte le provviste. Sulla via del ritorno, Rick sprona Michonne a proseguire in ogni caso la battaglia e le affida il gruppo nel caso lui dovesse morire. Rick e il suo gruppo consegnano le armi agli Scavarifiuti, ma Jadis sostiene che non siano sufficienti e ne pretende di più. Rick si accorda allora per tenerne alcune e portarne presto altre. Il giorno dopo ad Alexandria Tara, combattuta sul rivelare l'esistenza della comunità scoperta di Oceanside, decide di parlarne a Rick. Intanto Rosita va da Sasha e le propone di andare con lei ad uccidere Negan con un fucile di precisione. Sasha accetta con la condizione che sia lei a sparare.
- Guest star: Pollyanna McIntosh (Jadis), Thomas Francis Murphy (Brion).
- Altri interpreti: Sabrina Gennarino (Tamiel).
- Ascolti USA: telespettatori 10.163.000 – rating 18-49 anni 4,7%[14]

## Seppellitemi qui
- Titolo originale: Bury Me Here
- Diretto da: Alrick Riley
- Scritto da: Scott M. Gimple

### Trama
Carol va da Morgan e gli chiede conferma delle parole di Daryl, ma l'uomo evita la domanda e si offre di accompagnarla ad Alexandria per verificare, tuttavia la donna rifiuta. Poco dopo una delegazione del Regno si dirige ad un incontro con i Salvatori, trovando la strada sbarrata da alcuni carrelli; scesi a verificare con circospezione, trovano solo una fossa vuota con un cartello "Seppellitemi qui". Arrivati in ritardo all'appuntamento, i Salvatori verificano che manca uno dei dodici meloni promessi. Gavin, il loro capo, fa requisire le loro armi da fuoco e ordina ad un suo uomo di sparare a qualcuno. Richard si fa avanti sicuro di essere la vittima prescelta, ma sparano a Benjamin. Gavin li lascia andare pretendendo la consegna del melone mancante il giorno successivo. Morgan e gli altri cercano di fermare l'emorragia, ma Benjamin muore. Disperato, Morgan torna sul luogo della fossa vuota e trova il melone mancante, capendo che è stato Richard a nasconderlo, quindi si reca da lui per affrontarlo, ma questi spiega che pensava sarebbe morto lui, ribadendo la necessità di agire e gli racconta che l'ultima volta che non ha agito in anticipo sono morte sua moglie e sua figlia; promette di confessare tutto ad Ezekiel e accettare il suo destino. Il giorno dopo, durante la consegna, Morgan colpisce Richard con il bastone e poi lo strangola, rivelando a tutti il piano che aveva architettato e dichiarando ai Salvatori che ha capito come devono comportarsi. Morgan si reca poi da Carol raccontandole tutto quanto accaduto ad Alexandria. Carol, angosciata, il giorno seguente si trasferisce nel Regno ed esorta Ezekiel a combattere. Questa volta concorda con lei.
- Guest star: Khary Payton (Re Ezekiel), Logan Miller (Benjamin), Karl Makinen (Richard).
- Altri interpreti: Cooper Andrews (Jerry), Carlos Navarro (Alvaro), Kerry Cahill (Dianne), Daniel Newman (Daniel), Jayson Warner Smith (Gavin), Joshua Mikel (Jared), Macsen Lintz (Henry), Nadine Marissa (Nabila), Jason Burkey (Kevin).
- Ascolti USA: telespettatori 10.676.000 – rating 18-49 anni 4,9%[15]

## Dall'altro lato
- Titolo originale: The Other Side
- Diretto da: Michael E. Satrazemis
- Scritto da: Angela Kang

### Trama
A Hilltop i cittadini costruiscono armi e si addestrano guidati da Sasha. Arriva anche Rosita e chiede a Sasha di aiutarla ad uccidere Negan. Sasha però viene scoperta da Enid e da Jesus mentre rovista nell'appartamento di quest'ultimo alla ricerca di proiettili e i due, capita l'antifona, cercano senza successo di convincerla a desistere dalla missione suicida. I Salvatori arrivano proprio in quel momento, così Sasha e Rosita si allontanano attraverso un tunnel sotterraneo, mentre Maggie e Daryl si nascondono in uno scantinato. I Salvatori tuttavia sono giunti per portare via il dottor Carson, fratello del dottore ucciso da Negan; Gregory cerca di convincerli a non portarlo via, ma ottiene solo l'indicazione della posizione precisa del Santuario per recarsi lì a chiedere aiuto in caso di problemi. Maggie ha l'occasione di rassicurare Daryl che non deve sentirsi in colpa per la morte di Glenn per il quale egli è così afflitto. Intanto Sasha e Rosita raggiungono un edificio con una posizione di tiro verso il cortile del Santuario e mentre aspettano Negan hanno modo di chiarirsi riguardo Abraham. Le due donne vedono Eugene che dà ordini e quando i Salvatori rientrano con il dottor Carson appare anche Negan, tuttavia Sasha non riesce a trovare il momento giusto per sparare. Calata la notte, le due si avvicinano alla recinzione uccidendo una guardia e dicono a Eugene di essere pronte a salvarlo, tuttavia lui rifiuta e torna dentro avvertendole che presto arriveranno altri. Mentre Rosita fa il palo, Sasha riesce ad aprire la recinzione chiudendosela però subito dietro e impedendo a Rosita di seguirla: la invita a tornare indietro perché ad Alexandria hanno ancora molto bisogno di lei e delle sue abilità militari. Sasha si precipita nell'edificio, mentre Rosita, fuggendo, si imbatte in una figura di spalle armata di balestra.
- Guest star: Katelyn Nacon (Enid), Steven Ogg (Simon).
- Altri interpreti: Karen Ceesay (Bertie), R. Keith Harris (Dr. Harlan Carson), James Chen (Kal), Peter Zimmerman (Eduardo), Brett Gentile (Freddie), Ilan Srulovicz (Wesley), Brian Stapf (Roy), Stephen Jones (Salvatore nel parcheggio delle motociclette).
- Ascolti USA: telespettatori 10.318.000 – rating 18-49 anni 4,7%[16]

## Accetta l'offerta
- Titolo originale: Something They Need
- Diretto da: Michael Slovis
- Scritto da: Corey Reed

### Trama
Sasha è stata catturata e Negan, dopo averle chiesto se l'ha mandata Rick, le offre di unirsi ai Salvatori. Intanto Gregory cerca di ingraziarsi Maggie, poi medita di ucciderla, ma ci ripensa, ed infine rischia di venire sopraffatto da un vagante venendo salvato proprio da Maggie. Nel frattempo, Tara racconta a Rick della comunità di Oceanside e il gruppo organizza un piano per appropriarsi delle loro armi senza dovere uccidere nessuno e per chiedere loro di unirsi alla causa. Tara si intrufola nell'accampamento e prende in ostaggio Natania e Cyndie, spiegando loro cosa intende fare il suo gruppo, ma proponendo loro di unirsi alla causa e parlarne insieme. Natania rifiuta la proposta di Tara e il resto del gruppo attacca Oceanside occupandolo con un'azione lampo senza uccidere nessuno. Natania e Cyndie nel frattempo riescono a sopraffare Tara e la conducono dagli altri esigendo che Rick e gli altri se ne vadano. Tara rinnova a tutti la proposta di unirsi alla causa e, nonostante alcune di loro vogliano combattere, Natania rifiuta categoricamente ogni coinvolgimento. Lo stallo viene interrotto da alcuni vaganti e nella confusione Cyndie colpisce Natania liberando Tara. I vaganti vengono eliminati e il gruppo di Rick si appropria di tutte le loro armi, ma Natania continua a rifiutare una collaborazione e nessuno di Oceanside, seppure desideroso di combattere, lascia la comunità. Sasha intanto dice a Negan di accettare l'offerta, ma questi non si fida del tutto dicendo di sapere che Rick sta escogitando qualcosa. Più tardi Sasha, ancora rinchiusa in cella, finge di essere disperata e chiede a Eugene un'arma per suicidarsi, ma l'uomo le porta il veleno che aveva creato mandando inconsapevolmente a monte il suo piano. Gregory, nel frattempo, chiede a un suo uomo di fiducia di condurlo alla base dei Salvatori. Rick e gli altri tornano ad Alexandria e lì vi trovano Rosita e Dwight che dice loro di volerli aiutare, ma Rick gli punta la pistola e gli intima di inginocchiarsi.
- Guest star: Katelyn Nacon (Enid), Sydney Park (Cyndie), Deborah May (Natania), Jason Douglas (Tobin), Kenric Green (Scott).
- Altri interpreti: Jordan Woods-Robinson (Eric), Martinez (David), Peter Zimmerman (Eduardo), James Chen (Kal), Dahlia Legault (Francine), Briana Venskus (Beatrice), Nicole Barre (Kathy), Mimi Kirkland (Rachel Ward), Anthony Lopez (Oscar).
- Ascolti USA: telespettatori 10.543.000 – rating 18-49 anni 4,9%[17]

## Il primo giorno del resto della tua vita
- Titolo originale: The First Day of the Rest of Your Life
- Diretto da: Greg Nicotero
- Scritto da: Scott M. Gimple, Angela Kang e Matthew Negrete

### Trama
Dwight afferma di volerli aiutare ad organizzare un'imboscata ai Salvatori che verranno il giorno seguente con Negan. Appropriatisi dei loro mezzi, potranno attaccare di sorpresa il Santuario entrando senza ostacoli. Nessuno gli crede e Daryl e Tara vogliono ucciderlo, ma Daryl comincia a fidarsi quando Dwight gli rivela che Sherry è l'artefice della sua fuga e ora, essendo anche lei fuggita, non ha più nulla da difendere. Anche Rick decide di fidarsi e gli lascia fare la sua parte liberandolo. A Hilltop, Maggie valuta la possibilità di un intervento diretto ad Alexandria piuttosto che l'attesa e anche il Regno si prepara a combattere. Nel frattempo Negan chiede a Sasha di aiutarla con un piano che fermerà la ribellione di Rick e dei suoi; la donna riesce a contrattare che solo uno del suo gruppo morirà come punizione e accetta di farsi portare ad Alexandria chiusa in una bara. Il giorno successivo gli Scavarifiuti giungono ad Alexandria e si preparano alla battaglia posizionando un'autobomba per colpire i salvatori all'arrivo. I Salvatori arrivano ad Alexandria con Eugene in testa che cerca di convincere Rick e i suoi ad arrendersi, ma l'ex-sceriffo rifiuta dando ordine di fare detonare la bomba. L'ordigno tuttavia non esplode e gli Scavarifiuti puntano le armi verso gli abitanti di Alexandria, mentre Jadis spiega a Rick che hanno fatto un altro accordo più conveniente con i Salvatori. Negan esce allo scoperto e mostra a tutti la bara ordinando loro di arrendersi per potere salvare Sasha che vi si trova dentro. Nel frattempo tuttavia la donna, dopo avere ripensato al suo ultimo discorso con Abraham, ha ingerito il veleno datole da Eugene ed è diventata un vagante che si avventa su Negan. Nella confusione, gli abitanti di Alexandria ingaggiano uno scontro a fuoco con gli Scavarifiuti e i Salvatori. Rick e Carl tuttavia vengono catturati e Negan si prepara a giustiziare il ragazzo come punizione, ma improvvisamente giungono gli abitanti di Hilltop e del Regno che respingono gli Scavarifiuti e i Salvatori costringendoli ad una ritirata strategica. Gli abitanti delle tre comunità festeggiano la nuova alleanza, mentre al Santuario Negan, davanti a decine di uomini, proclama l'inizio di una guerra.
- Special guest star: Michael Cudlitz (Sgt. Abraham Ford).
- Guest star: Khary Payton (Re Ezekiel), Katelyn Nacon (Enid), Steven Ogg (Simon), Pollyanna McIntosh (Jadis), Thomas Francis Murphy (Brion), Jason Douglas (Tobin), Kenric Green (Scott).
- Altri interpreti: Jordan Woods-Robinson (Eric), Cooper Andrews (Jerry), Carlos Navarro (Alvaro), Kerry Cahill (Dianne), Daniel Newman (Daniel), Elizabeth Ludlow (Arat), Mike Seal (Gary), Brian Stapf (Roy), Sabrina Gennarino (Tamiel), Dahlia Legault (Francine), Peter Zimmerman (Eduardo), Karen Ceesay (Bertie), Anja Akstin (Farron).
- Nota: L'episodio ha una durata di 60 minuti, 18 minuti in più rispetto a un episodio regolare.
- Ascolti USA: telespettatori 11.314.000 – rating 18-49 anni 5,4%[18]